# Филиппова, Надежда Филипповна
Надежда Филипповна Филиппова — советский хозяйственный, государственный и политический деятель.

## Биография
Родилась в 1925 году в деревне Старое Акташево Чебоксарского уезда. Член ВКП(б).
С 1945 года — на хозяйственной, общественной и политической работе. В 1945—1981 гг. — ученица Чебоксарского текстильного техникума, мастер, заведующая прядильной фабрикой № 1 Чебоксарского хлопчатобумажного комбината, начальник Чебоксарской прядильной фабрики № 1.
Избиралась депутатом Верховного Совета СССР 4-го и 7-го созывов.
Умерла в 2012 году в Чебоксарах.